# Sean Monahan
Sean Monahan (Brampton, Ontario, 12 de octubre de 1994), apodado Mony, Moneyhands o Muncy, es un jugador profesional canadiense de hockey sobre hielo que se desempeña en la posición de centro en Winnipeg Jets, equipo de la National Hockey League (NHL).

## Carrera
Fue seleccionado en la primera ronda en la NHL Entry Draft de 2013. Hizo su debut profesional con el equipo Calgary Flames, en el cual jugó nueve temporadas (2013-2022), después pasó a Montreal Canadiens (2022-2023), luego a Winnipeg Jets, donde lleva jugando una temporada.